# Wisła Kraków (koszykówka kobiet)
Wisła Kraków – sekcja koszykówki Towarzystwa Sportowego Wisła Kraków z siedzibą w Krakowie. Jest to dwudziestopięciokrotny mistrz Polski w koszykówce kobiet, co czyni go najbardziej utytułowanym klubem w kraju.
Od połowy 2003 roku, wraz z zaangażowaniem się przedsiębiorstwa Can-Pack S.A. w sponsorowanie, drużyna koszykarek Wisły nosiła nazwę Wisła Can-Pack Kraków. W sezonie 2009/2010 Biała Gwiazda awansowała do półfinału Euroligi.
W lipcu 2020 roku ogłoszono, że z powodu wycofania się głównego sponsora klubu spółki Canpack, Wisła nie złożyła wniosku o licencję na grę w najwyższej klasie rozgrywkowej. Następnie władze TS Wisły zgłosiły sekcję do rozgrywek I liga. 
Sezon 2020/2021 był czasem odbudowy i adaptacji do nowych realiów. Drużyna, prowadzona przez trenera Krzysztofa Dobrowolskiego, opierała się głównie na młodych zawodniczkach, co miało na celu rozwój i zdobywanie doświadczenia w seniorskiej rywalizacji.
W sezonie 2021/2022 zespół kontynuował grę w 1 Lidze Kobiet, stopniowo poprawiając swoje wyniki i budując zgranie. W grudniu 2021 roku podpisano trzyletnią umowę sponsorską z firmą CANPACK, która objęła wsparciem Akademię Wisły, umożliwiając dalszy rozwój młodzieżowych sekcji koszykarskich .
Sezon 2022/2023 przyniósł znaczące sukcesy. Pod wodzą trenera Michała Sumary, Wisła CanPack Kraków zdominowała rundę zasadniczą w grupie B 1 Ligi Kobiet, kończąc ją z imponującym bilansem 23 zwycięstw i 1 porażki. Kapitan drużyny, Martyna Stasiuk, została wybrana MVP sezonu, a wraz z Martyną Jasiulewicz trafiła do pierwszej piątki ligi .
W kolejnym sezonie, 2023/2024, nastąpiła zmiana sponsora tytularnego. Drużyna występowała pod nazwą Wisła Orlen Południe Kraków, co było wynikiem nawiązania współpracy z nowym partnerem. Sezon zakończył sie na 2 miejscu 1 ligi koszykówki kobiet.
Sezon 2024/2025 był przełomowy. Wisła CanPack Kraków, ponownie wspierana przez firmę CANPACK jako sponsora tytularnego, pod wodzą trenera Szymona Czepca, osiągnęła znaczący sukces, zdobywając brązowy medal w 1 Lidze Kobiet. To osiągnięcie było wynikiem ciężkiej pracy zawodniczek, sztabu szkoleniowego oraz wsparcia ze strony sponsorów i kibiców.

## Sukcesy
Krajowe
- Euroliga:
  - Liczba sezonów: 7 od 2004/2005
  - Wicemistrzostwo Europy: 1970.
  - 4 miejsce w Final Four Euroligi: 2010
  - Final Eight - 8. miejsce: 2012
  - 1/4 finału Euroligi: 2011, 2016
- Mistrzostwo Polski (25x): 1963, 1964, 1965, 1966, 1968, 1969, 1970, 1971, 1975, 1976, 1977, 1979, 1980, 1981, 1984, 1985, 1988, 2006, 2007, 2008, 2011, 2012, 2014, 2015, 2016
- Wicemistrzostwo Polski (12x): 1952, 1967, 1972, 1973, 1974, 1983, 1987, 1992, 1999, 2005, 2013, 2017.
- Trzecie miejsce (9x): 1951, 1959, 1960, 1961, 1962, 1982, 1998, 2000, 2009
- Puchar Polski (13x): 1959, 1960, 1961, 1966, 1967, 1979, 1984, 2006, 2009, 2012, 2014, 2015, 2017
- Superpuchar Polski (2x): 2008, 2009
- Puchar PZKosz: 1984.
- Turniej o Puchar Miasta Trutnova: 2011 - 1 miejsce.

Międzynarodowe
- Euroliga:
  - Liczba sezonów: 7 od 2004/2005
  - Wicemistrzostwo Europy: 1970.
  - 4 miejsce w Final Four Euroligi: 2010
  - Final Eight - 8. miejsce: 2012
  - 1/4 finału Euroligi: 2011, 2016

## Historyczne składy

### Kadra 2018/2019
| Nr | Poz. | Nar.              | Nazwisko i imię             | Data urodzenia | Wzrost | Masa ciała |
| -- | ---- | ----------------- | --------------------------- | -------------- | ------ | ---------- |
| 2  | C    | Stany Zjednoczone | Russell, Mercedes           | 1995-07-27     | 198 cm |            |
| 3  | PG   | Stany Zjednoczone | Canada, Jordin              | 1995-11-08     | 168 cm |            |
| 4  | SG   | Hiszpania         | Rodríguez, Leonor           | 1991-10-21     | 180 cm |            |
| 7  | SG   | Polska            | Ziętara, Magdalena          | 1992-10-01     | 180 cm |            |
| 8  | F    | Polska            | Żurowska-Cegielska, Justyna | 1985-03-08     | 188 cm |            |
| 10 | F    | Hiszpania         | Conde, María                | 1997-01-14     | 187 cm |            |
| 11 | PG   | Czarnogóra        | Mujović, Božica             | 1996-01-07     | 178 cm |            |
| 12 | SF   | Polska            | Niedźwiedzka, Klaudia       | 1998-12-24     | 187 cm |            |
| 15 | F    | Hiszpania         | Araújo, María               | 1997-08-01     | 182 cm |            |
| 19 | PG   | Polska            | Grabska, Alicja             | 1999-06-14     | 170 cm |            |
| 21 | SF   | Polska            | Jakubiuk, Anna              | 1994-04-17     | 182 cm |            |
| 24 | C    | Litwa             | Aleksandravicius, Sofija    | 1991-07-13     | 192 cm |            |

Trener:  Wojciech Eljasz-Radzikowski
 Asystenci: Jorge Aragones, Wojciech Eljasz-Radzikowski (do 11.02.2019)

### Kadra 2017/2018
Stan na 21 stycznia 2018, na podstawie.
| Nr | Poz. | Nar.              | Nazwisko i imię               | Data urodzenia | Wzrost | Masa ciała |
| -- | ---- | ----------------- | ----------------------------- | -------------- | ------ | ---------- |
| 1  | SG   | Polska            | Klimas, Aleksandra            | 2000-10-02     | 170 cm |            |
| 3  | SG   | Polska            | Natkaniec, Julia              | 2000-04-11     | 171 cm |            |
| 4  | SG   | Hiszpania         | Rodríguez, Leonor             | 1991-10-21     | 180 cm |            |
| 7  | SG   | Polska            | Ziętara, Magdalena            | 1992-10-01     | 180 cm |            |
| 10 | G    | Jamajka           | Reid, Maurita                 | 1985-07-17     | 172 cm |            |
| 12 | PF   | Polska            | Niedźwiedzka, Klaudia         | 1998-12-24     | 187 cm |            |
| 13 | PF   | /                 | Abdi, Farhiya                 | 1992-05-31     | 188 cm |            |
| 14 | PF   | Niemcy            | Greinacher, Sonja             | 1992-07-01     | 190 cm |            |
| 27 | PG   | Polska            | Suknarowska-Kaczor, Katarzyna | 1987-07-05     | 169 cm |            |
| 32 | C    | Stany Zjednoczone | Parker, Cheyenne              | 1992-08-22     | 193 cm |            |
| 46 | PG   | Serbia            | Radočaj, Tamara               | 1987-12-23     | 170 cm |            |
| 77 | C    | Litwa             | Labuckienė, Giedrė            | 1990-07-17     | 192 cm |            |

Trener:  Krzysztof Szewczyk
 Asystenci: Jorge Aragones
W trakcie sezonu przyszły: Farhiya Abdi (23.12.2017)

W trakcie sezonu odeszły: Dominika Miłoszewska (20.10.2017), Jelena Antić (13.11.2017), Dominika Owczarzak (22.11.2017)

### Kadra 2016/2017
| #  | Zawodniczka            | Pozycja | Kraj      | Data urodzenia | Wzrost (cm) |
| -- | ---------------------- | ------- | --------- | -------------- | ----------- |
| 4  | Claudia Pop            | SG      | Rumunia   | 1989-08-05     | 182         |
| 9  | Danuta Puter           | SF      | Polska    | 1998-12-03     | 170         |
| 11 | Ewelina Kobryn         | C       | Polska    | 1982-05-07     | 193         |
| 13 | Sandra Ygueravide      | PG      | Hiszpania | 1984-12-28     | 172         |
| 14 | Magdalena Ziętara      | SG      | Polska    | 1992-10-01     | 180         |
| 17 | Ziomara Morrison       | C       | Chile     | 1989-02-15     | 194         |
| 22 | Agnieszka Szott-Hejmej | SF      | Polska    | 1982-03-23     | 186         |
| 24 | Hind Ben Abdelkader    | PG      | Belgia    | 1995-07-21     | 175         |
| 25 | Małgorzata Misiuk      | PF      | Polska    | 1991-03-23     | 184         |

### Kadra 2015/2016
| Zawodniczka                | Pozycja | Kraj              | Data urodzenia | Wzrost (cm) |
| -------------------------- | ------- | ----------------- | -------------- | ----------- |
| Laura Nicholls             | PF      | Hiszpania         | 1989-02-26     | 189         |
| Agnieszka Blichowska       | PG      | Polska            | 1999-01-25     | 177         |
| Alicja Grabska             | PG      | Polska            | 1999-06-14     | 170         |
| Natalia Malaga             | SG      | Polska            | 1996-01-04     | 171         |
| Monika Malinowska          | PF      | Polska            | 1999-09-20     | 183         |
| Małgorzata Misiuk          | PF      | Polska            | 1991-03-23     | 184         |
| Cristina Ouviña            | PG      | Hiszpania         | 1990-09-18     | 174         |
| Bożena Puter               | PG      | Polska            | 2000-02-27     | 186         |
| Magdalena Puter            | SF      | Polska            | 1993-04-29     | 182         |
| Denesha Stallworth         | C       | Stany Zjednoczone | 1992-05-05     | 191         |
| Agnieszka Szott-Hejmej     | SF      | Polska            | 1982-03-23     | 186         |
| Yvonne Turner              | PG      | Stany Zjednoczone | 1987-10-13     | 179         |
| Karolina Wilk              | SF      | Polska            | 1996-12-16     | 173         |
| Magdalena Ziętara          | SG      | Polska            | 1992-10-01     | 180         |
| Kateřina Zohnová           | SG      | Czechy            | 1984-11-07     | 179         |
| Justyna Żurowska-Cegielska | PF      | Polska            | 1985-03-08     | 188         |
| Devereaux Peters           | C       | Stany Zjednoczone | 1989-10-08     | 188         |

### Kadra 2014/2015
| Nazwisko               | Pozycja | Kraj              | Data urodzenia | Wzrost (cm) |
| ---------------------- | ------- | ----------------- | -------------- | ----------- |
| Cristina Ouviña        | PG      | Hiszpania         | 1990           | 174         |
| Angelika Ostasiewicz   | PG      | Polska            | 1996           | 165         |
| Justyna Cegielska      | PF      | Polska            | 1985           | 188         |
| Agnieszka Szott-Hejmej | SF      | Polska            | 1982           | 186         |
| Courtney Vandersloot   | PG      | Stany Zjednoczone | 1989           | 173         |
| Gintarė Petronytė      | C       | Litwa             | 1989           | 196         |
| Jantel Lavender        | C       | Stany Zjednoczone | 1988           | 191         |
| Agnieszka Kaczmarczyk  | PF      | Polska            | 1989           | 187         |
| Agnieszka Skobel       | SG      | Polska            | 1990           | 174         |
| Alexandria Quigley     | C       | Węgry             | 1986           | 180         |

### Kadra 2013/2014
| Nazwisko               | Pozycja | Kraj              | Data urodzenia | Wzrost (cm) |
| ---------------------- | ------- | ----------------- | -------------- | ----------- |
| Cristina Ouviña        | PG      | Hiszpania         | 1990           | 174         |
| Paulina Pawlak         | PG      | Polska            | 1984           | 170         |
| Karolina Fiejdasz      | G       | Polska            | 1988           | 179         |
| Justyna Żurowska       | F       | Polska            | 1985           | 188         |
| Zane Teilane-Tamane    | C       | Łotwa             | 1983           | 200         |
| Katarzyna Krężel       | F       | Polska            | 1985           | 184         |
| Agnieszka Szott-Hejmej | F       | Polska            | 1982           | 186         |
| Joanna Czarnecka       | F/C     | Polska            | 1982           | 192         |
| Marta Jujka            | C       | Polska            | 1988           | 192         |
| Erin Phillips          | G       | Australia         | 1985           | 173         |
| Jantel Lavender        | C       | Stany Zjednoczone | 1988           | 190         |
| Alexandria Quigley     | C       | Węgry             | 1986           | 180         |
| Magdalena Puter        | F       | Polska            | 1993           | 176         |

### Kadra 2012/2013
| Nazwisko              | Pozycja | Kraj              | Data urodzenia | Wzrost (cm) |
| --------------------- | ------- | ----------------- | -------------- | ----------- |
| Anke de Mondt         | G       | Belgia            | 1979           | 180         |
| Katarzyna Suknarowska | G       | Polska            | 1987           | 169         |
| Katarzyna Krężel      | F       | Polska            | 1985           | 184         |
| Paulina Pawlak        | G       | Polska            | 1984           | 170         |
| Cristina Ouviña       | G       | Hiszpania         | 1990           | 174         |
| Tina Charles          | C       | Stany Zjednoczone | 1989           | 193         |
| Dóra Horti            | C       | Węgry             | 1987           | 195         |
| Joanna Czarnecka      | F/C     | Polska            | 1982           | 192         |
| Daria Mieloszyńska    | F       | Polska            | 1983           | 187         |
| Katie Douglas         | G/F     | Stany Zjednoczone | 1979           | 183         |
| Petra Štampalija      | F/C     | Chorwacja         | 1980           | 193         |
| Justyna Żurowska      | F       | Polska            | 1985           | 188         |
| Alana Beard           | G       | Stany Zjednoczone | 1982           | 181         |

### Kadra 2011/2012
| Nazwisko                | Pozycja | Kraj              | Data urodzenia | Wzrost (cm) |
| ----------------------- | ------- | ----------------- | -------------- | ----------- |
| Anke de Mondt           | G       | Belgia            | 1979           | 180         |
| Katarzyna Krężel        | F       | Polska            | 1985           | 184         |
| Paulina Pawlak          | G       | Polska            | 1984           | 170         |
| Ana Dabović             | F       | Serbia            | 1989           | 180         |
| Magdalena Leciejewska   | F/C     | Polska            | 1986           | 191         |
| Erin Phillips           | G       | Australia         | 1985           | 173         |
| Joanna Czarnecka        | F/C     | Polska            | 1982           | 192         |
| Ewelina Kobryn (K)      | C       | Polska            | 1982           | 193         |
| Nicole Powell           | F       | Stany Zjednoczone | 1982           | 189         |
| Milka Bjelica           | F/C     | Czarnogóra        | 1981           | 193         |
| Petra Ujhelyi           | C       | Węgry             | 1980           | 192         |
| Agnieszka Śnieżek       | G       | Polska            | 1991           | 175         |
| Taj McWilliams-Franklin | G       | Stany Zjednoczone | 1970           | 189         |

### Kadra 2010/2011
| Nazwisko              | Pozycja | Kraj              | Data urodzenia | Wzrost (cm) |
| --------------------- | ------- | ----------------- | -------------- | ----------- |
| Gunta Baško           | G       | Łotwa             | 1980           | 181         |
| Anđa Jelavić          | G       | Chorwacja         | 1980           | 171         |
| Ewelina Kobryn (K)    | C       | Polska            | 1982           | 193         |
| Katarzyna Krężel      | G       | Polska            | 1985           | 184         |
| Magdalena Leciejewska | F/C     | Polska            | 1986           | 191         |
| Paulina Pawlak        | G       | Polska            | 1984           | 170         |
| Erin Phillips         | G       | Australia         | 1985           | 173         |
| Nicole Powell         | F       | Stany Zjednoczone | 1982           | 189         |
| Agnieszka Śnieżek     | G       | Polska            | 1991           | 175         |
| Maja Vučurović        | F       | Serbia            | 1991           | 188         |
| Jelena Leuczanka      | C       | Białoruś          | 1983           | 196         |
| Dorota Gburczyk       | F       | Polska            | 1979           | 187         |
| Janell Burse          | C       | Stany Zjednoczone | 1979           | 196         |

### Kadra 2009/2010
| Nazwisko              | Pozycja | Kraj              | Data urodzenia | Wzrost (cm) |
| --------------------- | ------- | ----------------- | -------------- | ----------- |
| Maja Vučurović        | F       | Serbia            | 1991           | 188         |
| Marta Fernández       | F       | Hiszpania         | 1981           | 180         |
| Paulina Pawlak        | G       | Polska            | 1984           | 170         |
| Liron Cohen           | G       | Izrael            | 1982           | 173         |
| Anna Wielebnowska     | F       | Polska            | 1978           | 188         |
| Kateřina Zohnová      | F       | Czechy            | 1984           | 179         |
| Ewelina Kobryn        | C       | Polska            | 1982           | 193         |
| Agnieszka Majewska    | C       | Polska            | 1982           | 195         |
| Janell Burse          | C       | Stany Zjednoczone | 1979           | 196         |
| Dorota Gburczyk (K)   | F       | Polska            | 1979           | 187         |
| Magdalena Skorek      | G       | Polska            | 1984           | 177         |
| Iziane Castro Marques | F       | Brazylia          | 1982           | 183         |

### Kadra 2008/2009
| Nazwisko              | Pozycja | Kraj              | Data urodzenia | Wzrost (cm) |
| --------------------- | ------- | ----------------- | -------------- | ----------- |
| Dominique Canty       | G       | Stany Zjednoczone | 1977           | 175         |
| Edyta Czerwonka       | G       | Polska            | 1985           | 175         |
| Candice Dupree        | F       | Stany Zjednoczone | 1984           | 188         |
| Dorota Gburczyk (K)   | F       | Polska            | 1979           | 187         |
| Anna Wielebnowska     | F       | Polska            | 1978           | 188         |
| Marta Fernández       | F       | Hiszpania         | 1981           | 180         |
| Ewelina Kobryn        | C       | Polska            | 1982           | 193         |
| Agnieszka Majewska    | C       | Polska            | 1982           | 195         |
| Slobodanka Maksimović | C       | Serbia            | 1977           | 193         |
| Jelena Škerović       | G       | Czarnogóra        | 1980           | 172         |
| Aneta Kotnis          | G       | Polska            | 1989           | 186         |
| Paulina Gajdosz       | F       | Polska            | 1987           | 169         |

## Zawodniczki

### Zagraniczne
(Stan na 2 września 2020)

- Wiera Jarcewa (1991/1992)
- Janina Kalento (1991–1993)
- Jekaterina Ruban (1993–1997)
- Ingrida Marazaitė (1997–1999)
- Jewgienija Nikonowa (1995–2000)
- Michelle Campbell (1999/2000)
- Marcela Kalistová (2000/2001)
- Vladimíra Danišková (2000/2001)
- Melshika Bowman (2002/2003)
- Elina Stefanowska (2003/2004)
- / Jelena Škerović (2004–2009)
- Natalija Trafimawa (2004–2008)
- Tangela Smith (2004/2005)¹
- Iva Perovanović (2004–2006)
- Maryna Kress (2004–2006)
- Iciss Tillis (2004/2005)¹
- Shannon Johnson (2004/2005)¹
- Alicja Lopez-Verdu (2004/2005)
- Anna DeForge (2005–2008)¹
- Tiffani Jonnson (2005/2006)
- Evelina Guneva (2005)
- Liad Suez Karni (2006/2007)
- Dominique Canty (2006/2007, 2008/2009)¹
- Daliborka Vilipić (2006/2007)¹
- Chamique Holdsclaw (2006/2007, 2008/2009)¹
- Kara Brown-Braxton (2007/2008)¹
- Candice Dupree (2007–2009)¹
- Marta Fernández (2007–2010)¹
- Slobodanka Maksimović (2008/2009)
- Liron Cohen (2009/2010)
- Janell Burse (2009–2011)¹
- Kateřina Zohnová (2009/2010, 2015/2016)
- Iziane Castro Marques (2009/2010)¹
- Anđa Jelavić (2010/2011)
- Gunta Baško (2010/2011)
- Nicole Powell (2010–2012)¹
- Erin Phillips (2010–2013)¹
- Anđa Jelavić (2010/2011)
- Maja Vučurović (2010–2011)
- Anke de Mondt (2011–2013)
- Ana Dabović (2011/2012)²
- Petra Ujhelyi (2011/2012)¹
- Jelena Leuczanka (2011)¹
- Milka Bjelica (2011/2012)¹
- Taj McWilliams-Franklin (2012)¹
- Alana Beard (2012)¹
- Katie Douglas (2012/2013)¹
- Petra Štampalija (2012/2013)
- Cristina Ouviña (2012–2016)
- Dora Horti (2012/2013)
- Tina Charles (2012/2013)¹
- / Allie Quigley (2013–2015)¹
- Jantel Lavender (2013–2015)¹
- Zane Tamane (2013/2014)¹
- Danielle McCray (2014/2015)¹
- Courtney Vandersloot (2014/2015)¹
- Gintarė Petronytė (2014/2015)
- Farhiya Abdi (2014/2015, 2017/2018)¹
- Laura Nicholls (2015/2016)
- Yvonne Turner (2015/2016)²
- Devereaux Peters (2015/2016)¹
- Denesha Stallworth (2016)
- Claudia Pop (2016/2017)
- Sandra Ygueravide (2016/2017)
- Meighan Simmons (2016/2017)¹
- Ziomara Morrison (2016/2017)¹
- Hind Ben Abdelkader (2016/2017)
- Jelena Antić (2017)
- Vanessa Gidden (2017)
- Leonor Rodríguez (2017–2019)
- / Maurita Reid (2017/2018)
- Sonja Greinacher (2017/2018)
- Cheyenne Parker (2017/2018)¹
- Tamara Radočaj (2017/2018)
- Giedrė Labuckienė (2017/2018)
- Sabína Oroszová (2018)
- Mercedes Russell (2018/2019)¹
- Jordin Canada (2018/2019)¹
- María Conde (2018/2019)
- Božica Mujović (2018/2019)
- María Araújo (2018/2019)
- Sofija Aleksandravicius (2018/2019)
- Krystal Vaughn (2019/2020)¹
- Kadri-Ann Lass (2019/2020)
- Gabija Meškonytė (2019/2020)
- Chloe Wells (2019/2020)

¹ – zawodniczka z wcześniejszym doświadczeniem w WNBA (łącznie 34 zawodniczki)

² – zawodniczka, która na późniejszym etapie swojej kariery trafiła do WNBA (łącznie 2 zawodniczki)